# Баллистический коэффициент
Баллистический коэффициент — одна из ключевых аэробаллистических характеристик летательного аппарата или метательного снаряда (пули, артиллерийской мины, ракеты и т. п.), которая нашла широкое применение при выполнении баллистических расчётов силы аэродинамического сопротивления воздушной среды. 
В самом общем случае баллистический коэффициент зависит от геометрической формы объекта, его ориентации относительно набегающего потока и массы. Он определяет скоростные свойства летящих объектов и характеристики их рассеяния (например в случае головных частей баллистических ракет).

## Формальное определение
Понятие баллистического коэффициента вводится при вычислении аналитического выражения для ускорения силы сопротивления воздуха, которая отрицательным образом сказывается на скорости снаряда. Очень часто его представляют в виде:
{\displaystyle C={\frac {id^{2}}{m}}\cdot 10^{3}}
где:
{\displaystyle C} — баллистический коэффициент,
{\displaystyle d} — калибр снаряда в метрах,
{\displaystyle m} — масса снаряда в килограммах,
{\displaystyle i} — коэффициент аэродинамической формы снаряда, который даётся отношением аэродинамических функций рассматриваемой пули и пули, принятой в качестве эталона.
Нередко баллистический коэффициент определяется через так называемую «попереченую нагрузку» снаряда: {\displaystyle {\frac {m}{d^{2}}}}. Чем больше эта нагрузка, тем выгоднее снаряд в баллистическом отношении и тем ниже величина его баллистического коэффициента.
Два разных снаряда с равным баллистическим коэффициентом подвержены действию одинакового набора сил, который складывается из силы тяжести и силы лобового сопротивления. Снижение баллистического коэффициента приводит к снижению сопротивления воздуха при полёте снаряда.